# Matteo Capranica
Matteo Capranica   (Amatrice, 26 d'agost de 1708 - Nàpols, 1776) va ser un compositor i organista italià.
En la seva joventut va estudiar música a Nàpols al Conservatori de "Sant'Onofrio", on va tenir com a professors a Nicola Porpora, Ignazio Prota i Francesco Feo. Després d'acabar els estudis, fou actiu com a mestre de capella en diverses esglésies napolitanes i alhora es dedicà també a la composició de música i obres sacres; en aquest context, la seva primera producció va ser l'òpera buffa Il Carlo, estrenada el 1736 al "Teatro Nuovo" de Nàpols. Més tard va ser nomenat organista del segon cor de la capella de la catedral de Nàpols (el famós Capella del Tresor).
En el passat es coneixia la llegenda que havia completat la partitura de La finta frascatana, obra inacabada de Leonardo Leo.

## Obra
- Il Carlo (òpera bufa, llibret d'Antonio Palomba, 1736, Nàpols)
- L'amante impazzito (òpera bufa, llibret de Pietro Trinchera, 1738, Nàpols)
- San Gaetano (oratori, 1739, Macerata)
- Debbora (oratori, 1742, Cesena)
- L'Eugenia (òpera bufa, llibret d'Antonio Palomba, 1745, Nàpols)
- Alcibiade (òpera seria, llibret de Gaetano Roccaforte, 1746, Roma)
- L'Emilia (òpera bufa, llibret de Pietro Trinchera, basat sobre el llibret Lo castiello sacchejato de Francesco Oliva, 1747, Nàpols)
- L'Aurelio (òpera bufa, llibret de Pietro Trinchera, basat sobre llibret d'Alidoro di Gennaro Antonio Federico, 1748, Nàpols)
- Cantata di Calendimaggio (cantata, 1748, Malta)
- Merope (òpera seria, llibret d'Apostolo Zeno, 1751, Roma)
- La schiava amante (commedia per musica, llibret d'Antonio Palomba, 1753, Nàpols)
- L'Olindo (òpera buffa, llibret d'Antonio Palomba, musicat en col·laboració amb Nicola Conti, 1753, Nàpols)
- Dixit Dominus
- Salve regina
- Sonata in sol maggiore per 2 violini
- Sonata in do maggiore per violino
- 6 toccate per clavicembalo
- Varie arie e duetti